# El caso de la revelación de Holmes
El caso de la revelación de Holmes (ホームズの黙示録 Holmes no Mokushiroku?) es el arco narrativo número 217 de la serie de manga japonesa Detective Conan (名探偵コナン Meitantei Conan?) creada por Gōshō Aoyama. Se publicó en la revista Weekly Shōnen Sunday 一de la editorial Shōgakukan一 entre agosto y octubre de 2010 en los números del 36 al 46. Consta de diez capítulos, que se recopilaron de forma individual en un tankōbon en los volúmenes 71 y 72, publicados en Japón el 18 de febrero de 2011 y el 17 de junio de 2011, respectivamente. La mayoría fueron encapsulados en el volumen 71, que se convirtió en el vigesimoprimer manga más vendido en la primera mitad de 2011.

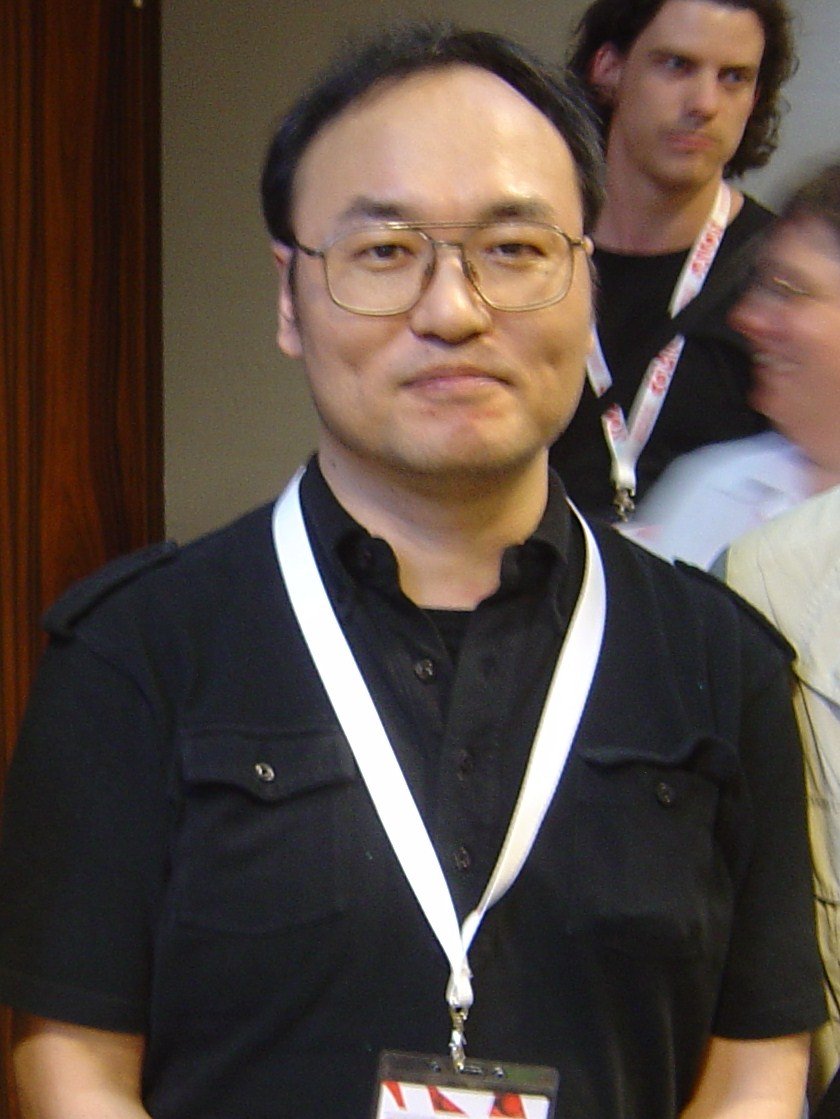
Gōshō Aoyama, creador de Detective Conan.

En el anime ocupó desde el episodio 616 hasta el 621 一englobados bajo el título «El libro del Apocalipsis de Holmes» en España一 y se transmitió en Nippon Television Network System entre el 21 de mayo de 2011 y el 25 de junio de 2011. Los episodios se posicionaron en el sexto puesto de animes más vistos durante su emisión. Adicionalmente, se lanzó un OVA llamado «Instrucciones secretas desde Londres» (ロンドンからの秘指令 «Rondon kara no Hishirei»?).
Conan, Ran Mouri y Kogoro Mouri viajan a Londres por invitación. Sin embargo, dado que no existe una persona real llamada Conan Edogawa, no es posible hacer un pasaporte. Por lo tanto, con la ayuda de Ai Haibara toma unas pastillas que le convierten de forma temporal en Shinichi Kudo. Después de que la droga ha expirado, se une a Ran y Kogoro para visitar el Museo Sherlock Holmes, donde conoce a un niño llamado Apollo Glass, el cual tiene un código que le entregó un hombre. Mientras tanto, Ran conoce a Minerva Glass, tenista profesional y hermana mayor de Apollo. Ran decide llamar a Shinichi, pero en ese momento Conan ya ha descifrado el código y está cerca del Big Ben. Una combinación de las letras que descubren les lleva al Campeonato de Wimbledon. Finalmente, Conan logra detener a Hades, quien es el terrorista que buscaban.
En 2013, Planeta DeAgostini lanzó los dos volúmenes 一Detective Conan II nº 74: Elemental Querido Conan y Detective Conan II nº 75一 para España. Por su parte, Viz Media difundió ambos 一en inglés一 el 9 de julio de 2019 y el 8 de octubre de 2019 bajo el nombre The Game Is Afoot e In the Cards, respectivamente.

## Sinopsis

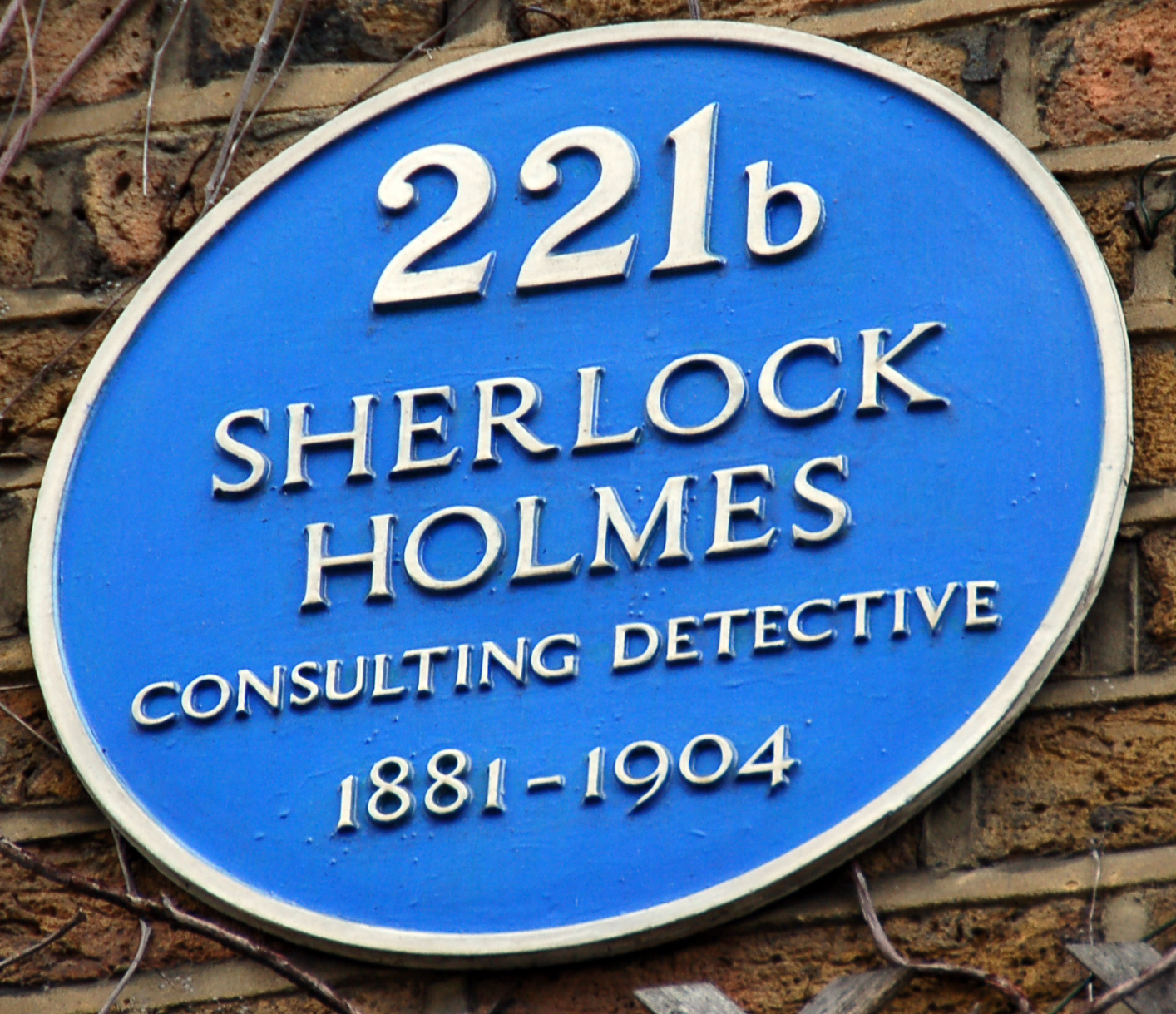
Placa azul en el Museo Sherlock Holmes

Conan, Ran Mouri y Kogoro Mouri reciben un viaje gratis a Londres después de encontrar un gato perteneciente a Diana Kingstone, una mujer británica con mucho dinero. Para poder asistir sin que su identidad falsa se descubra, Ai Haibara le da a Conan dos pastillas; suprimen temporalmente el veneno 一APTX4869一 que lo convirtió en un niño, permitiéndole usar su verdadera identidad 一Shinichi Kudo一 y así evitar sospechas. Luego de que el efecto de la medicina desaparece, Conan se reúne con Ran y Kogoro para visitar el Museo Sherlock Holmes, situado en 221B Baker Street. Allí, Ran llama a Shinichi 一Conan usa su corbatín con modulador de voz一 y se molesta por su apatía. Poco después, Conan escucha a un niño llamado Apollo Glass que busca a Sherlock Holmes. Haciéndose pasar por el aprendiz de este, Conan se convierte en amigo del niño, quien revela que un hombre le ha dado una lista de acertijos que deben resolverse a cambio de salvar la vida de alguien. Mientras tanto, Ran camina por la estatua de Sherlock Holmes, donde conoce a Minerva Glass, una tenista profesional y hermana mayor de Apollo; Minerva le dice a Ran que renuncie al amor relacionándolo con el mantra del tenis «El amor es cero». Ran decide llamar a Shinichi; durante la conversación, este último revela accidentalmente que está junto al Big Ben. Creyendo que se estaba escondiendo de ella, Ran se siente triste y repite las palabras de Minerva. A cambio, Shinichi confiesa su amor por ella y reprende la declaración de Minerva al exclamar que todo comienza desde cero.

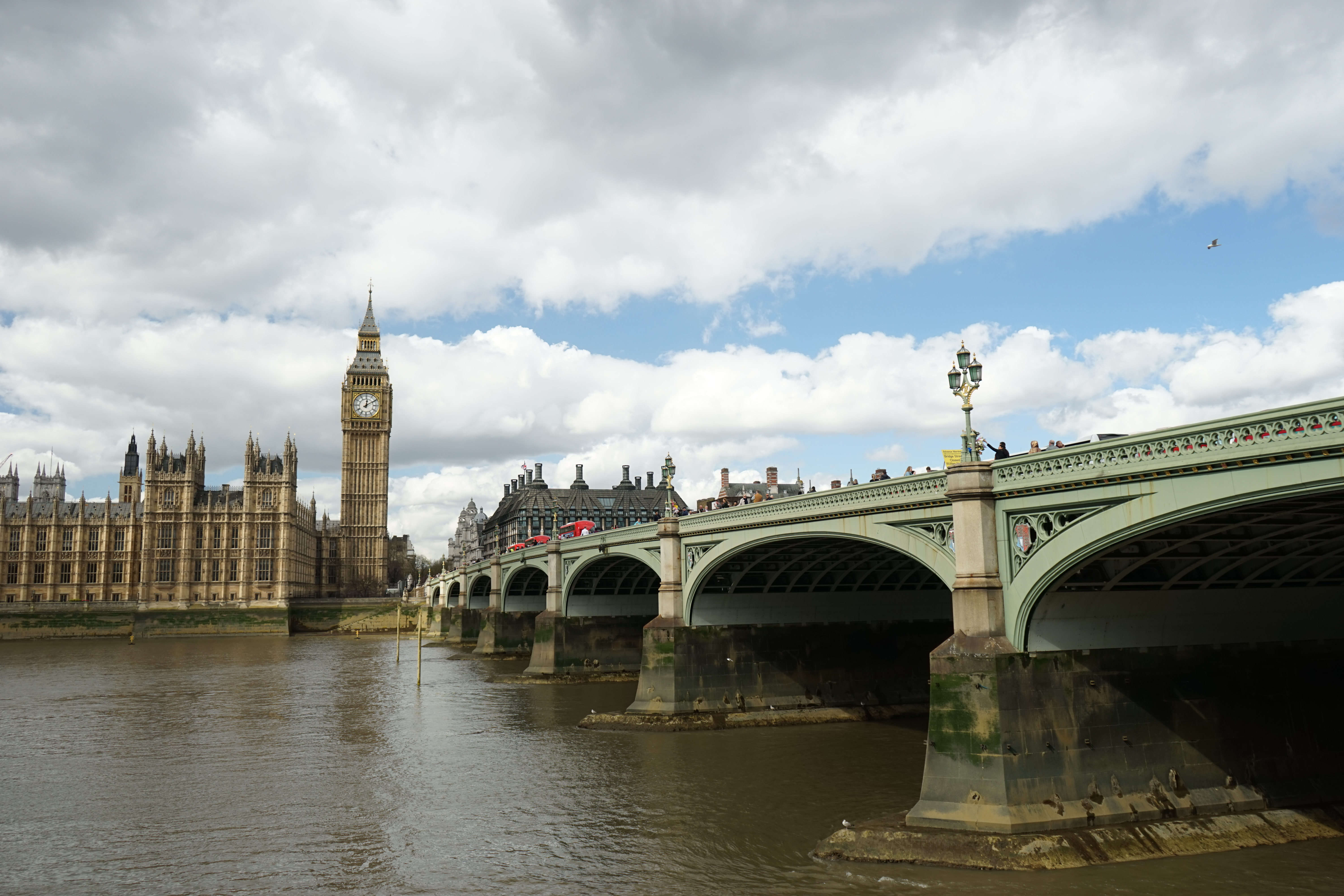
Big Ben (izquierda) y puente de Westminster (derecha)

Al día siguiente, el hombre que distribuye los acertijos en Londres es identificado como Sabara Hades, un asesino en serie internacional. Conan comienza a decodificar los acertijos en orden: «Me sube una campana rodante» alude al Big Ben; «Mi ración es como un huevo cocido frío como un cadáver», los conduce al Ayuntamiento de Londres, donde encuentra varios muñecas grabados refiriéndose a La piedra de Mazarino. El grupo decapita la muñeca y descubren la letra T; «Terminé con un pepinillo entero», los lleva al 30 St Mary Axe 一conocido como The Gherkin («El Pepinillo»)一, lugar en el que hallan unos bolígrafos rayados con la etiqueta «Los bailarines». Como en relato homónimo, hacen coincidir las tapas superior e inferior para revelar la letra N; «Suena de nuevo por mi odio» los conduce a cruzar el puente de Westminster hacia el Big Ben. En la pasarela, se topan con un drenaje grabado con las palabras «Valley of Fear», que en español hacen referencia a El valle del terror. Encuentran una tapa de drenaje con la letra A en el río; «Ahora me acuerdo de pedir un pastel para celebrar con anticipación» hace que se dirijan a la Iglesia de Santa Bride, en ella hay unos sobres titulados Escándalo en Bohemia. Tras remojar uno sobre en agua, revelan la letra S y descubren la frase «Soy un mago de nariz larga en un castillo», por lo que van a la estación de metro de Elephant & Castle, donde localizan a un hombre que lleva una maleta con la palabra «identidad». Remitiendo a Un caso de identidad, dan con la letra U en el interior de los pantalones del hombre; «Me dice que termine todo perforando una espalda blanca con dos espadas» deriva al logo de una tienda de porcelana local que exhibe un adorno con cuerdas y campanas en el extremo. Posteriormente, Un estudio en escarlata que hace sitúen un hilo rojo con la letra R. Reorganizando las letras da como resultado Saturno 一Saturn en inglés一, una referencia al sábado 一Saturday一. Después de conectar las ubicaciones del acertijo en un mapa, forma una raqueta de tenis que relacionan con el Campeonato de Wimbledon.
Conan ingresa al All England Lawn Tennis and Croquet Club durante la final de Wimbledon. Minerva, quien le ha estado prestando «ayuda» en braille en la cancha, recibe una llamada de Conan, que le revela que entendió su mensaje. En respuesta, Minerva envía más señales que exponen que Hades tiene la intención de matar a su madre 一Juno Glass一 con una bomba cuando termine el partido. Conan deduce que Hades es directamente opuesto a la progenitora de Minerva, ya que tiene el propósito de registrar su muerte y es capaz de localizarlo. Conan encuentra casualmente a sus padres 一Yusaku Kudo y Yukiko Kudo一, quienes lo ayudan a capturar a Hades. Posteriormente, le dan a Conan otra pastilla para evitar la seguridad del aeropuerto y regresar a casa. Con Hades encarcelado, Minerva puede concentrarse y ganar su partido de tenis. Mientras Conan se prepara para volver, Ran conversa con Minerva y repite las palabras de Shinichi. Minerva, tras reconciliarse con su amante, reconoce que todo empieza con el amor.

## Producción y realización

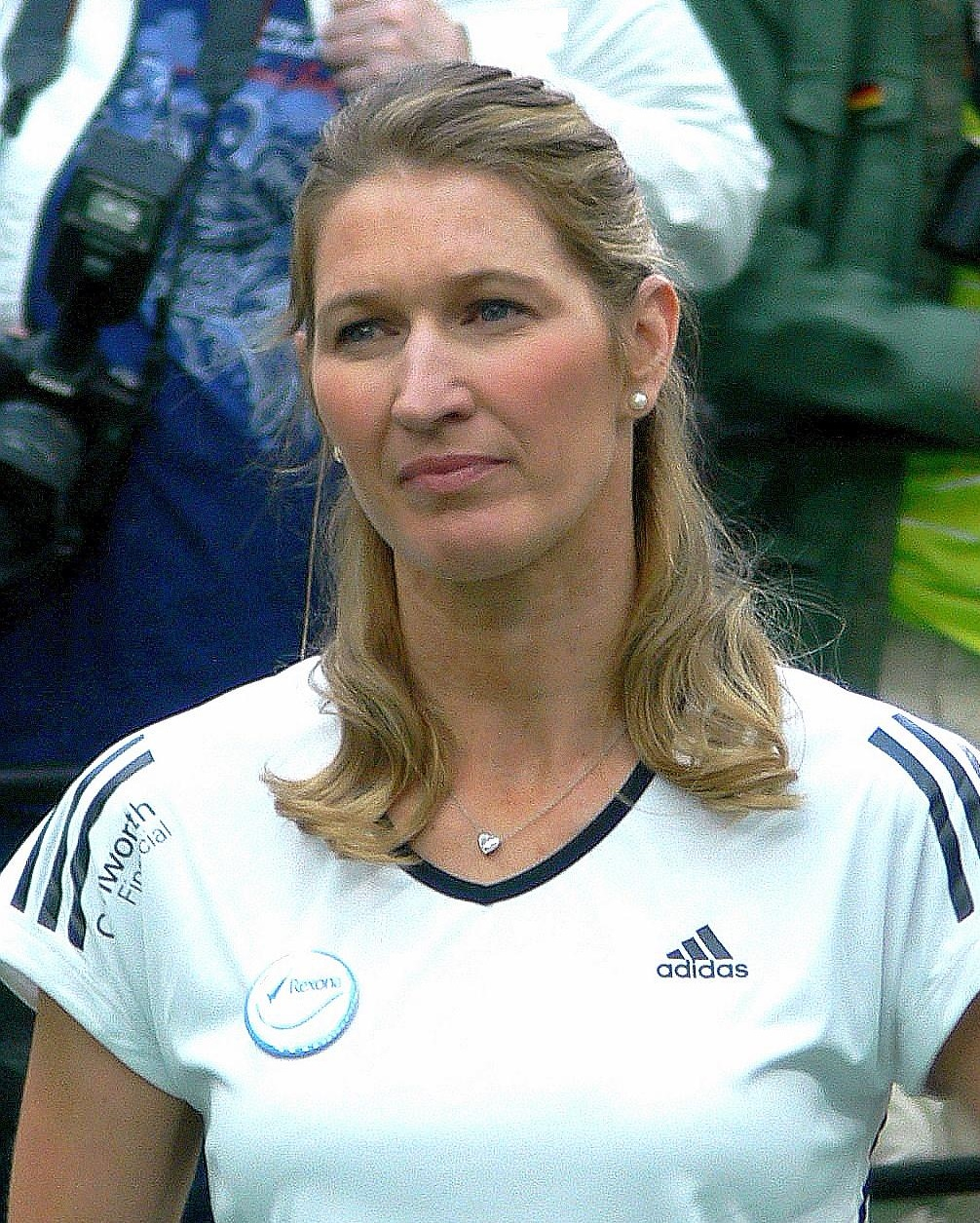
Steffi Graf (2010)

En 2003, Gōshō Aoyama 一creador de la serie一 había declarado que dibujaría un arco narrativo con lugar en Londres. Con este fin, viajó al lugar y visitó los sitios que aparecerían en la historia; para los que no había inspeccionado, utilizó Google Maps. Durante su excursión, Aoyama prestó especial atención a una cabina telefónica cerca del Big Ben y una tubería de drenaje, que tenía grabadas las palabras «Valley of Fear» 一«Valle del terror»一, en el puente de Westminster; estos dos aspectos se utilizaron en la historia. Mientras creaba los sucesos, Aoyama expresó la dificultad para incorporar el inglés en el texto. También reveló que Minerva Glass, una tenista ficticia, se basó en la jugadora profesional Steffi Graf y la escena en la que Conan llama a Minerva durante su partido se inspiró en un evento durante el Campeonato de Wimbledon 1996. Para la confesión de Shinichi a Ran, Aoyama creó la escena basándose en la «pobre habilidad» de Sherlock Holmes con sus relaciones y la frase «Un caso problemático y difícil» (厄介な難事件 Yakkai na Nanjiken?) en mente.
El arco fue publicado en la revista Weekly Shōnen Sunday 一de la editorial Shōgakukan一 entre agosto y octubre de 2010 desde los números 36 al 46 y constaba de diez capítulos. Posteriormente se recopilaron en los volúmenes de tankōbon 71 y 72, que salieron a la venta en Japón el 18 de febrero de 2011 y el 17 de junio de 2011, respectivamente.
La editorial Planeta DeAgostini lanzó los dos volúmenes en español en 2013. Fueron nombrados Detective Conan II nº 74: Elemental Querido Conan y Detective Conan II nº 75. Por otro lado, Viz Media difundió ambos para el idioma inglés en 2019 bajo el título The Game Is Afoot e In the Cards, respectivamente.

### Capítulos
| Volumen | Capítulo | En volumen | Título en español - Título original                                  | Publicado (Japón)     | ISBN original          |
| ------- | -------- | ---------- | -------------------------------------------------------------------- | --------------------- | ---------------------- |
| 71      | 743      | Archivo 3  | Aprendiz de Holmes (名探偵の弟子 «Hōmuzu no Deshi»?)                 | 18 de febrero de 2011 | ISBN 978-4-09-122780-5 |
| 71      | 744      | Archivo 4  | Libro del apocalipsis (黙示録 «Mokushiroku»?)                        | 18 de febrero de 2011 | ISBN 978-4-09-122780-5 |
| 71      | 745      | Archivo 5  | El amor es Cero (ラブは0 «Rabu wa Zero»?)                            | 18 de febrero de 2011 | ISBN 978-4-09-122780-5 |
| 71      | 746      | Archivo 6  | Pregúntale a Holmes (ホームズに聞け «Hōmuzu ni Kike»?)               | 18 de febrero de 2011 | ISBN 978-4-09-122780-5 |
| 71      | 747      | Archivo 7  | El código de Holmes (ホームズの暗号 «Hōmuzu no Angō»?)               | 18 de febrero de 2011 | ISBN 978-4-09-122780-5 |
| 71      | 748      | Archivo 8  | La otra «A» (もう1つのA «Mō Hitotsu no Ē»?)                          | 18 de febrero de 2011 | ISBN 978-4-09-122780-5 |
| 71      | 749      | Archivo 9  | Un mensaje de la reina (女王からのメッセージ «Joō kara no Messēji»?) | 18 de febrero de 2011 | ISBN 978-4-09-122780-5 |
| 71      | 750      | Archivo 10 | El verdadero objetivo (真の標的 «Shin no Tāgetto»?)                  | 18 de febrero de 2011 | ISBN 978-4-09-122780-5 |
| 71      | 751      | Archivo 11 | El auténtico valor de la reina (女王の真価 «Joō no Shinka»?)         | 18 de febrero de 2011 | ISBN 978-4-09-122780-5 |
| 72      | 752      | Archivo 1  | Un caso muy problemático (厄介な難事件 «Yakkai na Nanjiken»?)        | 17 de junio de 2011   | ISBN 978-4-09-122898-7 |

## Adaptación al anime

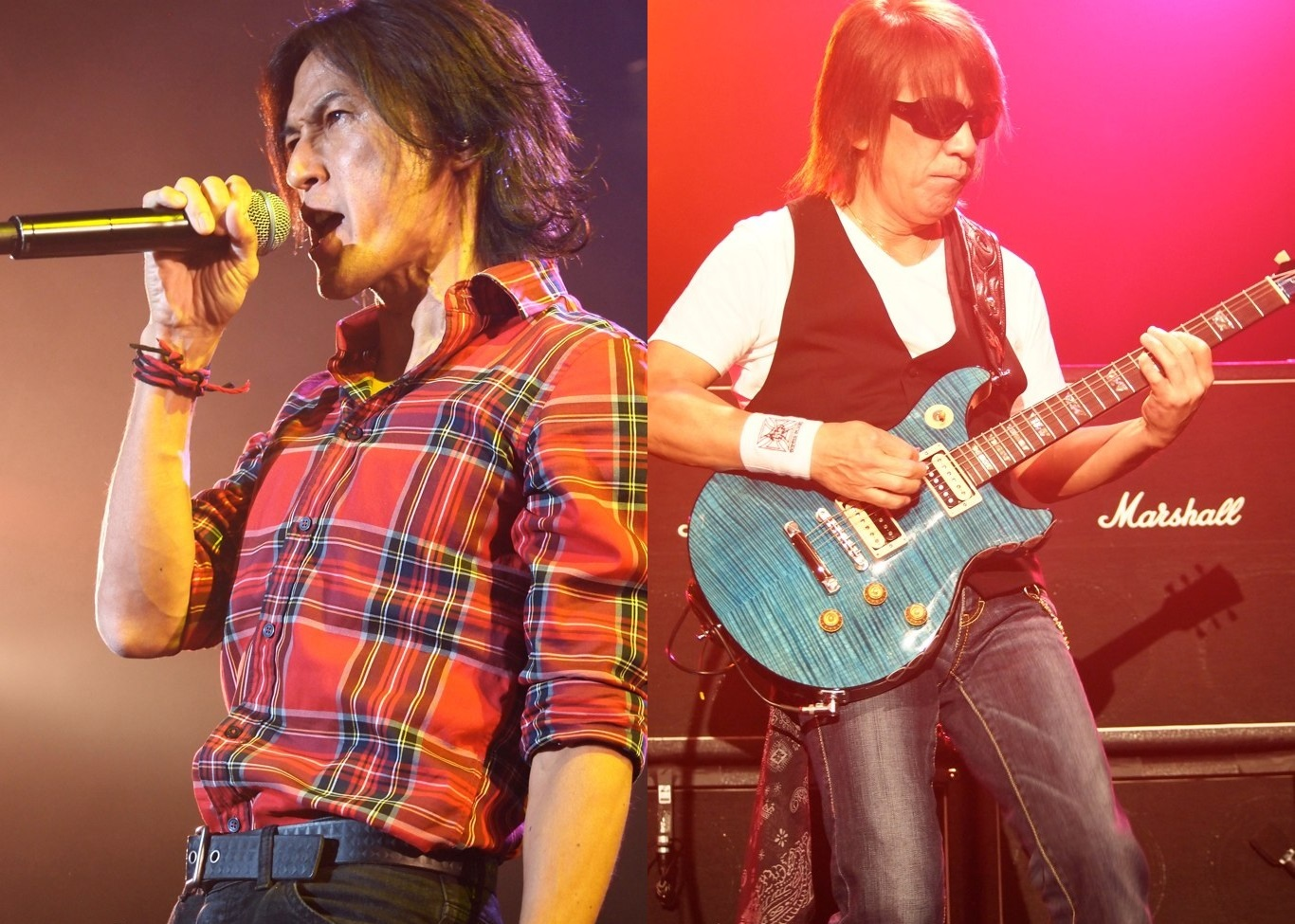
La banda B'z: Kōshi Inaba (izquierda) y Tak Matsumoto (derecha)

El arco narrativo se emitió en la serie de anime de Detective Conan entre los episodios 616 y 621. La emisión de la historia en Nippon Television Network System comenzó el 21 de mayo de 2011 con el primer episodio y finalizó el 25 de junio de 2011 con el último. Posteriormente se encapsularon en dos volúmenes de DVD, lanzados el 23 de marzo de 2012 y el 27 de abril de 2012. El tema musical de apertura de los episodios es «Don't Wanna Lie» 一hecho por la banda B'z一 y la pieza final  «Magia traviesa en la noche de luna llena» (月夜 の 悪 戯 の 魔法 «Tsukiyo no Itazura no Mahou»?), de Daigo Naitō. Los episodios 616 y 617 fueron dirigidos por Takaomi Kanasaki; el 618 y 619 por Shigenori Kageyama; y el 620 y 621 por Seiki Taichu. Cada capítulo tuvo diferentes productores; en orden de episodios, los seis productores fueron: Minoru Tozawa, Shigeru Yamazaki, Fumiharu Kamanaka, Tomomi Ikeda, Kouichirou Kuroda y Akira Yoshimura. Los personajes adicionales, Diana Kingstone, Minerva Glass, Apollo Glass, Juno Glass, Sabara Hades y Ares Ashley fueron interpretados por Rachel Walzer, Rumiko Varnes, Motoko Kumai, Ciari Christelle, Masashi Sugawara y Osamu Hosoi, respectivamente.
En diciembre de 2018, Shōgakukan sacó una edición de anime cómic que recoge los capítulos 617-621 llamada Detective Conan: Apocalipsis de Holmes (名探偵コナンホームズの黙示録 Meitantei konan homuzu no mokushiroku.?).

### Episodios

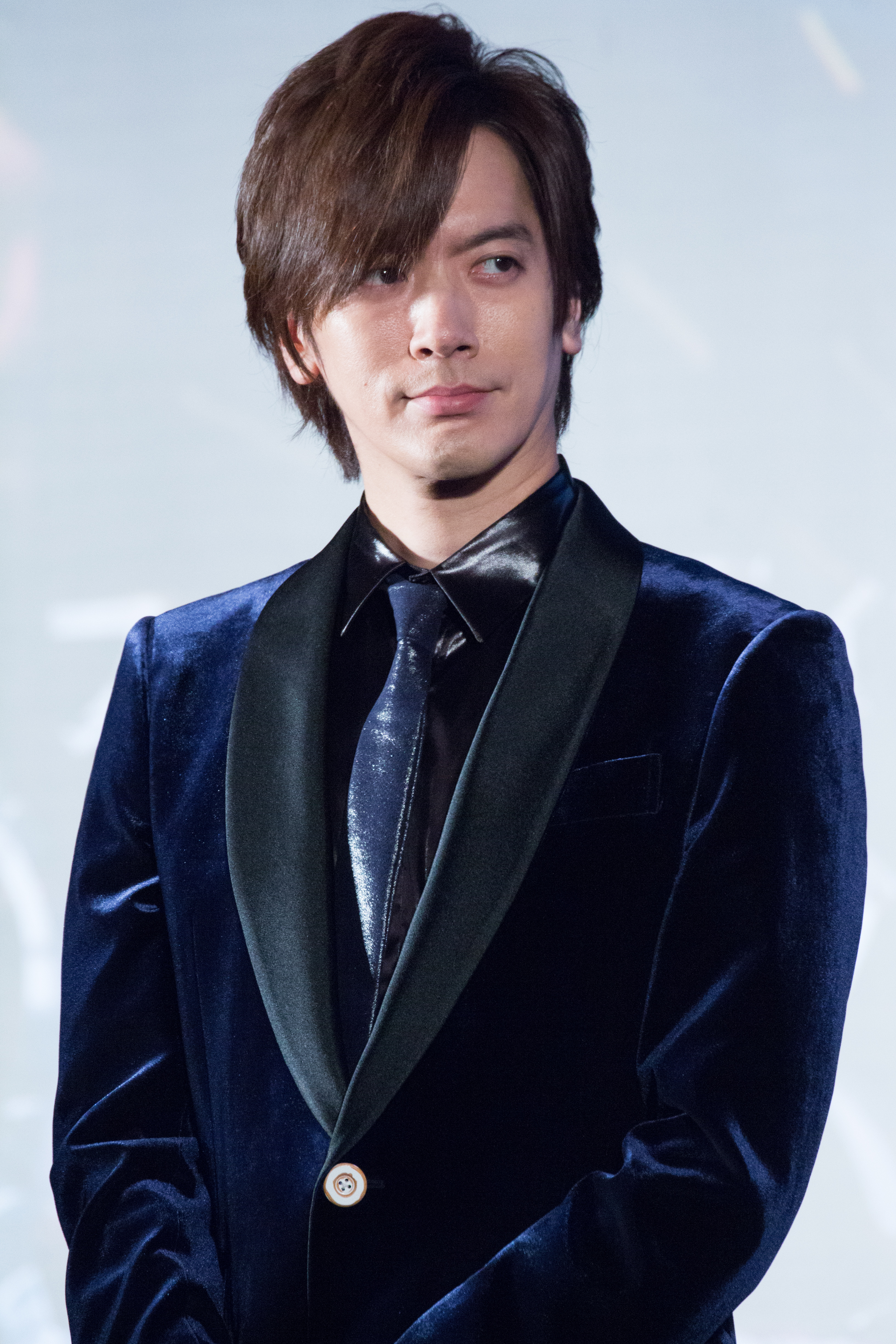
El músico Daigo Naitō

| N.º | Título en español Título original | Primera emisión (Japón) |
| --- | --- | ----------------------- |
| 616 | «El libro del Apocalipsis de Holmes (Discípulo de Holmes)» (ホームズの黙示録(名探偵の弟子) «Hōmuzu no Mokushiroku (Hōmuzu no Deshi)»?)            | 21 de mayo de 2011      |
| 617 | «El libro del Apocalipsis de Holmes (Amor es cero)» (ホームズの黙示録(Love is 0) «Hōmuzu no Mokushiroku (Rabu izu Zero)»?)                        | 28 de mayo de 2011      |
| 618 | «El libro del Apocalipsis de Holmes (Satán)» (ホームズの黙示録(サタン) «Hōmuzu no Mokushiroku (Satan)»?)                                          | 4 de junio de 2011      |
| 619 | «El libro del Apocalipsis de Holmes (Código roto)» (ホームズの黙示録(Code break) «Hōmuzu no Mokushiroku (Kōdo Bureiku)»?)                         | 11 de junio de 2011     |
| 620 | «El libro del Apocalipsis de Holmes (Reina del césped)» (ホームズの黙示録（芝の女王〈ｸﾞﾗｽｺｰﾄｸｲｰﾝ〉） «Hōmuzu no Mokushiroku (Gurasu Kōto Kuīn)»?) | 18 de junio de 2011     |
| 621 | «El libro del Apocalipsis de Holmes (Cero es el principio)» (ホームズの黙示録(0 is Start) «Hōmuzu no Mokushiroku (Zero izu Stāto)»?)              | 25 de junio de 2011     |

## OVA
«Instrucciones secretas desde Londres» (ロンドンからの秘指令 «Rondon kara no Hishirei»?) es el OVA del arco narrativo. Aunque está desvinculado del manga, trascurre paralelamente al viaje a Londres. Se trata del undécimo OVA de Detective Conan, dirigido por Kōjin Ochi y producido por TMS Entertainment (también conocido como Tokyo Movie) en 2011.
La historia comienza con Shinichi 一después de tomar las pastillas一 y Hiroshi Agasa en los asientos de un avión. Al mismo tiempo, Ai Haibara se queda en la casa de Ayumi. Un día ven a un hombre de vestido con ropa negra que observa unas fotos de Haibara para después exclamar «finalmente te encontré». Mitsuhiko encuentra en su casa una revista en la que aparece Grace Aihara, talento de televisión parecida a Haibara. Tras comprobarlo, se lo cuenta a Genta, ya que sospecha que se trata de la misma persona; piensa que Conan y Agasa fueron a investigar sobre ello. Haibara y Ayumi van a comprar para poder hacer bocadillos cuando son seguidas por Mitsuhiko y Genta,  que a su vez son acechados por el hombre de negro. Haibara persigue a una mujer que también va vestida de negro. Mientras, los dos chicos escuchan al hombre decir «las tengo en la mira». Haibara y su amiga son interceptadas por los dos vestidos de negro; Genta y Mitsuhiko logran tirar al suelo al hombre. La policía se da cuenta y los lleva a todos a comisaría, donde los dos individuos alegan que son productores de televisión y confundieron a Haibara con Aihara. Al final, los niños hablan sobre la imagen de la revista y el gran parecido, al tiempo que comen unos sándwiches.

## Referencias culturales

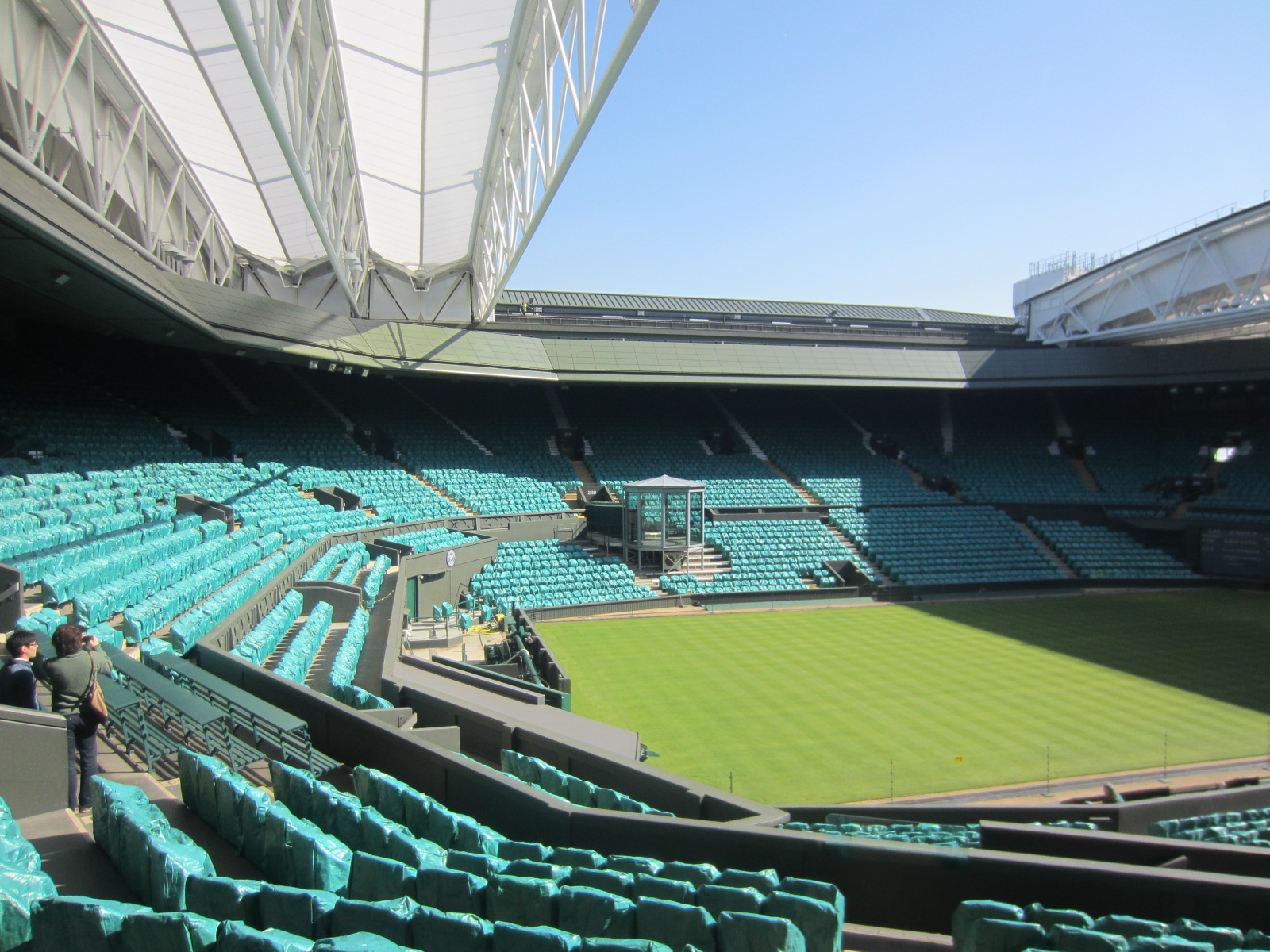
Cancha Central de Wimbledon